# Inklinatorium

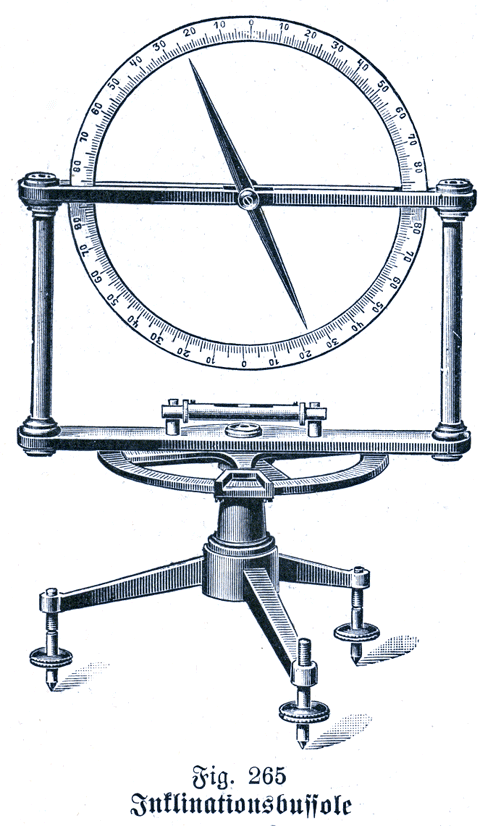
Inklinationsbussole

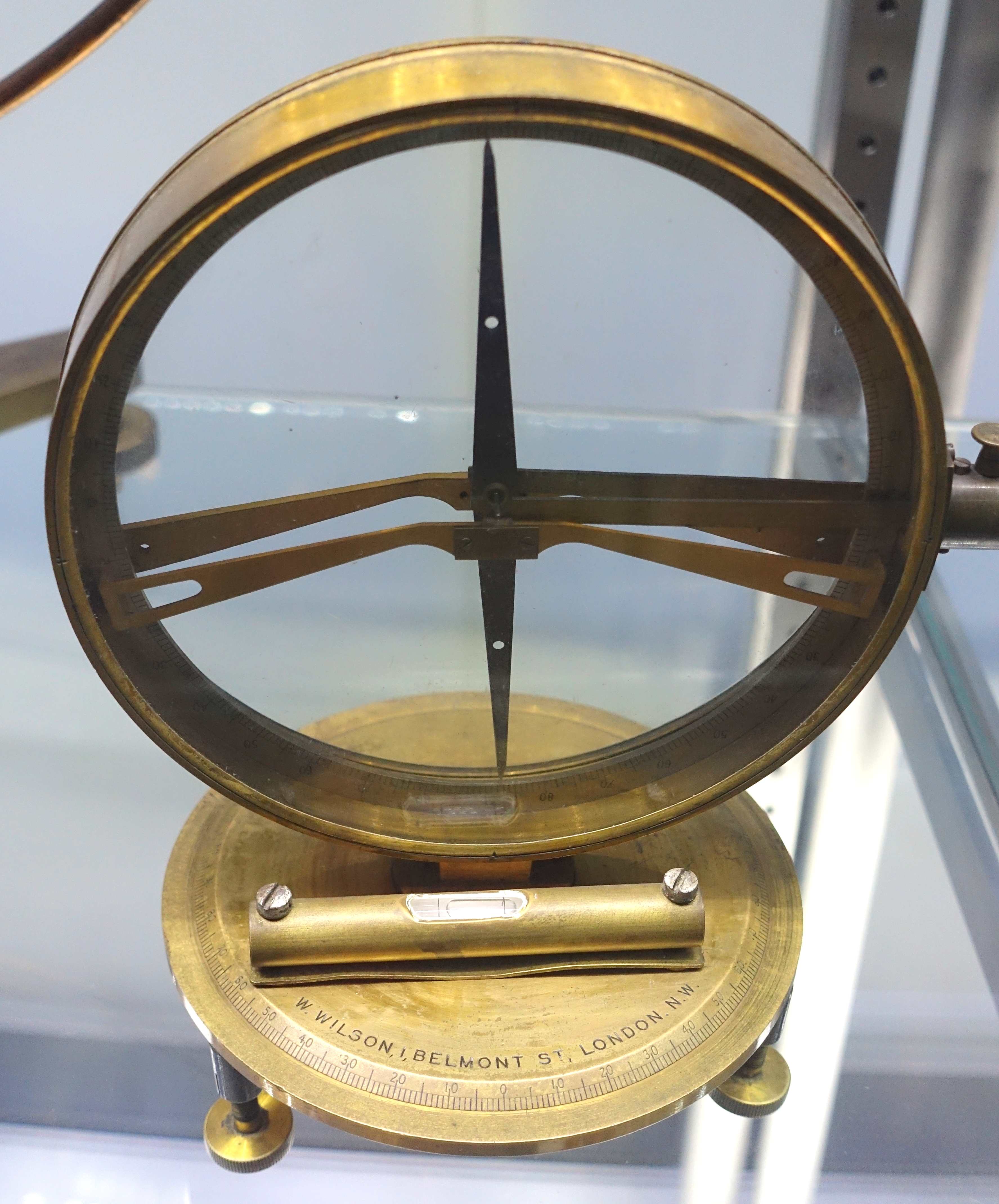
Inklinatorium, Hergestellt von W. Wilson circa. 1900

Ein Inklinatorium (kurz Inklinator; auch Inklinationsbussole genannt, zu lat. inclinatio Neigung) ist ein früher gebräuchliches Gerät zur Bestimmung der Inklination (Neigung der Feldlinien des Erdmagnetfeldes gegen die Horizontale). Das Inklinatorium ist der Vorläufer der heute verwendeten magnetischen Feldwaage.

## Beschreibung
Eine Magnetnadel, die an einer waagerechten Achse beweglich aufgehängt ist, zeigt den Verlauf der magnetischen Feldlinien an. An einer Gradskala kann der Inklinationswinkel abgelesen werden. Typischerweise ist am Inklinatorium eine Wasserwaage festmontiert.
Ferdinand von Wrangel verwendete einen Inklinator auf seiner Polarreise, hatte aber aufgrund der Nähe zum Pol Probleme beim Ablesen von Werten.